# 新传媒华语剧集列表 (2010年代)
本列表是列出新加坡新傳媒私人有限公司在2010年代所出品的華語劇集。

## 2010年
| 首播日期 | 集數 | 劇名               | 領銜主演                                                       | 監製   | 備註                             |
| 1月17日  | 5    | 煌帽瑞狮喜迎虎系列 | 鄭惠玉、戴向宇、白薇秀、李國煌、Pornsak                        | 袁樹偉 |                                  |
| 1月19日  | 20   | 過好年             | 瑞恩、金沛晟、陳澍城、郭舒賢、林明倫、許美珍、郭蕙雯           | 袁樹偉 | 前名《全家福》                   |
| 2月9日   | 30   | 家在半山芭         | 妍爱宁、黃啟銘、章縝翔、王愛玲、謝雯惠、王昱清、賴力豪         | 游達志 | 首要媒體出品 於2009年8月海外首播 |
| 2月17日  | 20   | 遊戲人生           | 章縝翔、王詩敏、梁麗芳、向雲、唐育書、曾詩梅                   | 廖明利 | 全方位工作室製作                 |
| 3月17日  | 20   | 五福到             | 陳漢瑋、許美珍、曹國輝、郭妃麗、李美玲、雅慧                   | 王尤紅 |                                  |
| 4月14日  | 20   | 紅白囍事           | 鄭斌輝、歐萱、黃俊雄、劉子絢、張振寰、陳玲、洪賜健、洪慧芳     | 賴麗婷 |                                  |
| 5月12日  | 20   | 我在你左右         | 陳漢瑋、瑞恩、彭耀順                                           | 蘇美蓮 |                                  |
| 6月9日   | 20   | 三個女人一個寶     | 郭舒賢、許美珍、郭蕙雯、戚玉武、鄭各評、陳邦鋆                 | 廖明利 | 全方位工作室製作                 |
| 6月17日  | 27   | 有你終身美麗       | 許美珍、蔡佩璇、蕭依婷、沈月婷、唐育書、莊仲維、袁錦倫、劉冠伸 | 袁樹偉 | 首要媒體出品 於2008年7月海外首播 |
| 7月7日   | 20   | 泳闖琴關           | 戴向宇、黃俊雄、陳鳳玲、李美玲、陳欣淇                         | 謝敏洋 |                                  |
| 8月4日   | 20   | 最火搭檔           | 陳莉萍、瑞恩、鄭斌輝                                           | 袁樹偉 |                                  |
| 8月8日   | 30   | 我愛麻滋           | 李美玲、許立樺、謝佳見、陳邦鋆、梁麗芳                         | 李寧強 | 首要媒體出品 於2010年1月海外首播 |
| 9月1日   | 23   | 走進走出           | 鄭斌輝、戚玉武、童冰玉、王詩敏、姚玟隆、郭蕙雯                 | 賴麗婷 |                                  |
| 10月4日  | 25   | 無花果             | 張耀棟、蔡琦慧、方展發、蔡佩璇、黃文永、向雲                   | 何法明 |                                  |
| 11月8日  | 20   | 查某人             | 庄米雪、許美珍、洪乙心、張振寰、鄭各評、姚玟隆                 | 蘇美蓮 |                                  |
| 12月6日  | 25   | 破天網             | 李銘順、歐萱、戴向宇、周穎、黃俊雄、郭亮、洪丽婷               | 王尤紅 |                                  |
| 12月29日 | 25   | 還我情真           | 鍾曉玉、章縝翔、黃啟銘、辛偉廉、李美玲                         | 袁樹偉 | 首要媒體出品 於2008年9月海外首播 |
| 12月29日 | 13   | 秘密花園           | 黃騰浩、林湘萍、蔡琦慧                                         | 洪益興 | 360影視製作                      |
| 12月30日 | 30   | 浮生劫             | 謝佳見、辛偉廉、王冠逸、梁麗芳、楊威文、謝雯惠、江韋翰、雅慧   | 楊錫彬 | 首要媒體出品 海外首播            |

## 2011年
| 首播日期 | 集數 | 劇名           | 領銜主演                                                     | 監製          | 備註                                 |
| 1月10日  | 22   | 喜事年年       | 洪慧芳、陳麗貞、曾詩梅、葉世品、陳邦鋆、梁麗芳、李美玲、袁帥 | 廖明利        | 全方位工作室製作                     |
| 2月14日  | 21   | 樂在雙城       | 瑞恩、白薇秀、龐蕾馨、陳欣淇、方展發、張耀棟、姚玟隆、張振寰 | 袁樹偉        |                                      |
| 3月14日  | 13   | 拍·賣          | 李銘順、劉子絢、王沺裁、王冠逸、劉彥晞                       | 劉健財        | 哇哇映畫製作                         |
| 3月15日  | 20   | 生日快樂       | 陳漢瑋、范文芳、張耀棟、王詩敏、郭亮、蔡佩璇                 | 王尤紅        |                                      |
| 4月12日  | 35   | 麻婆鬥婦       | 李司棋、瑞恩、許美珍、方展發、林明倫                         | 賴麗婷        |                                      |
| 5月31日  | 20   | 警徽天職       | 鄭斌輝、戚玉武、黃俊雄、白薇秀、童冰玉、李美玲               | 謝敏洋        |                                      |
| 6月28日  | 25   | 阿娣           | 鄭惠玉、陳漢瑋、周穎、張振寰、龐蕾馨、王樂妍                 | 蘇美蓮        |                                      |
| 8月2日   | 20   | 邊緣父子       | 李南星、范文芳、瑞恩、張耀棟、吳勁威、方偉傑、李巧兒、謝靜儀 | 袁樹偉        |                                      |
| 8月30日  | 20   | 萬福樓         | 宣萱、鄭斌輝、王沺裁、郭舒賢、姚玟隆、雅慧                   | 袁樹偉        |                                      |
| 9月27日  | 20   | 四個門牌一個夢 | 夏雨、陳泓宇、陳鳳玲、馬藝瑄                                 | 王尤紅        |                                      |
| 10月24日 | 30   | 甘榜情         | 郭舒賢、林湘萍、鄭各評、陳泓宇、黃慧                         | 楊錫彬        | 於2011年9月海外首播 前名《甘榜情緣》 |
| 10月25日 | 20   | 行醫           | 李銘順、劉子絢、瀋傾掞、郭舒賢、張振寰、龐蕾馨               | 劉健財        | 哇哇映畫製作                         |
| 11月17日 | 30   | 黑色夕陽       | 巫恩儀、章縝翔、王冠逸、李美玲、吳維彬、王淑君               | 楊錫彬        | 首要媒體出品 海外首播                |
| 11月22日 | 30   | 星洲之夜       | 白薇秀、郭蕙雯、陳欣淇、戚玉武、陳泂江、陳漢瑋               | 謝敏洋        |                                      |
| 12月5日  | 30   | 正義武館       | 黃俊雄、陳邦鋆、鄭各評、瑞恩、童冰玉、蔡琦慧                 | 楊錫彬 郭贄豪 |                                      |
| 12月23日 | 30   | 都市戀人的追逐 | 郭妃麗、謝雯惠、黃儇嫻、王愛玲                               | 游達志        | 首要媒體出品 於2008年10月海外首播    |

## 2012年
| 首播日期 | 集數 | 劇名               | 領銜主演                                                       | 監製          | 備註                                          |
| 1月3日   | 23   | 雙星報喜           | 鄭惠玉、曹國輝、張耀棟、謝韻儀、何貴林、朱咪咪                 | 蘇美蓮        |                                               |
| 2月6日   | 20   | 995                | 鄭斌輝、歐萱、方展發、林湘萍                                   | 賴麗婷        |                                               |
| 3月5日   | 20   | 最火搭檔2          | 瑞恩、陳莉萍、鄭斌輝、黃俊雄、林慧玲、黃啓銘、馬藝瑄、袁帥     | 袁樹偉        |                                               |
| 3月5日   | 13   | 註定               | 李銘順、周初明、郭舒賢、許美珍                                 | 劉健財        | 哇哇映畫製作                                  |
| 3月7日   | 30   | 漁米人家           | 謝佳見、陳泓宇、郭蕙雯、巫恩儀、蕭佩瑩                         | 楊錫彬        | 首要媒體出品 於2011年3月海外首播              |
| 4月2日   | 21   | 再見單人床         | 白薇秀、方展發、謝韻儀、王沺裁、向雲、朱厚任                   | 張龍敏        |                                               |
| 4月18日  | 30   | 斷掌的女人         | 歐萱、葉良財、爵西、巫恩儀、梁祖儀、張順源                     | 楊錫彬        | 首要媒體出品 於2011年6月海外首播 前名《斷掌》 |
| 5月1日   | 20   | 糊里糊塗愛上它     | 夏如芝、黃俊雄、周穎、張振寰                                   | 梁來玲        |                                               |
| 5月16日  | 13   | 跳浪               | 歐萱、黃靖倫、張振寰、吳勁威、胡佳琪、陳美琪                   | 洪益興        | 360影視製作                                   |
| 5月29日  | 20   | 孤男寡女           | 王傳一、劉子絢、馬藝瑄                                         | 蘇美蓮        |                                               |
| 6月26日  | 35   | 花樣人間           | 周初明、黃鴻升、瑞恩、王樂妍、黃文永、陳莉萍                   | 王尤紅        |                                               |
| 7月25日  | 30   | 查案查出情         | 戴向宇、王詩敏、金沛晟、劉子絢                                 | 楊錫彬 郭贄豪 |                                               |
| 8月4日   | 4    | 那一年，我們淋著雨 | 周初明、許美珍、潘玲玲、陳麗貞、曾詩梅、郭蕙雯                 | 張龍敏        |                                               |
| 8月14日  | 20   | 我們等你           | 黃俊雄、陳鳳玲、陳羅密歐、方偉傑、吳勁威、謝靜儀               | 蘇美蓮        |                                               |
| 9月3日   | 30   | 豬仔館人家         | 戴向宇、周穎、姚玟隆、宋怡霏、章縝翔、巫恩儀                   | 楊錫彬 郭贄豪 |                                               |
| 9月11日  | 20   | 微笑正義           | 戴向宇、瑞恩、陳泂江、林慧玲、馬藝瑄                           | 袁樹偉        |                                               |
| 10月9日  | 20   | 千方百計           | 李銘順、劉子絢、陳泓宇、鄭秀珍、童冰玉、章縝翔                 | 劉健財        | 哇哇映畫製作 前名《中計》                     |
| 10月15日 | 30   | 庭外和解           | 陳泓宇、童冰玉、金沛晟、蘇盈之、曾玟偉、林佩琦                 | 楊錫彬 馬家駿 | 首要媒體出品 於2012年9月海外首播              |
| 10月31日 | 30   | 半邊天             | 吳天瑜、呂愛瓊、李洺中、童冰玉、賴力豪                         | 楊錫彬 郭贄豪 | 首要媒體出品 海外首播                         |
| 11月6日  | 34   | 對對碰             | 陳漢瑋、姚玟隆、郭舒賢、鐘琴、鄭各評、陳慧慧                   | 張龍敏        | 前名《有財無銀一家親》                        |
| 11月9日  | 25   | 血蝴蝶             | 梁麗芳、童冰玉、章縝翔、辛偉廉、林佩琦、蘇盈之、袁錦倫、黃啓銘 | 楊錫彬        | 首要媒體出品 於2010年8月海外首播              |
| 12月24日 | 20   | X元素              | 李南星、歐萱、方展發、陳泓宇、向雲、齊驪                       | 謝敏洋        | 前名《異能元素》                              |

## 2013年
| 首播日期 | 集數 | 劇名             | 領銜主演                                                                 | 監製          | 備註                                 |
| 1月21日  | 20   | 好運到           | 夏雨、黃俊雄、陳莉萍、陳欣淇、黃文永、陳麗貞                             | 王尤紅        |                                      |
| 2月18日  | 30   | 星光燦爛         | 龔慈恩、陳鳳玲、辛偉廉、童冰玉、莊偉翔、巫恩儀                           | 游達志        | 首要媒體出品 於2010年2月海外首播     |
| 2月18日  | 20   | 警徽天職2        | 李南星、戚玉武、瑞恩、白薇秀、王沺裁、方展發                             | 謝敏洋        |                                      |
| 2月27日  | 13   | 我要嫁出去       | 劉子絢、林湘萍、雅慧、方展發、王沺裁、袁帥、徐鸣杰                       | 劉健財        | 哇哇映畫製作                         |
| 3月18日  | 30   | 曙光             | 鄭斌輝、曹國輝、陳邦鋆、張振寰、林湘萍、龐蕾馨                           | 楊錫彬 馬家駿 | 前名《囚鳥》                         |
| 3月28日  | 13   | 創！             | 鄭斌輝、林慧玲、張振寰、庞蕾馨                                           | 洪益興        | 360影視製作                          |
| 4月29日  | 20   | 96°C 咖啡        | 陳泂江、陳欣淇、鄭斌輝、童冰玉、陳羅密歐、蔡琦慧                         | 蘇美蓮        |                                      |
| 5月12日  | 5    | 心。藝           | 方展發、湯靈伊、王昱青、陳羅密歐、王勝宇、胡佳琪、王冠逸、王偉良、張智揚 | 劉健財        | 哇哇映畫製作                         |
| 5月27日  | 20   | 小子當家         | 馮偉衷、黃俊雄、沈惠怡、李巧兒、林曉佩                                   | 張龍敏        |                                      |
| 6月24日  | 30   | 志在四方         | 鄭惠玉、瑞恩、歐萱、陳莉萍、戚玉武、陳漢瑋                               | 王尤紅        |                                      |
| 7月18日  | 13   | 阿兵新傳         | 徐鳴杰、包勳評、田銘耀、徐彬、王昱清、蔡琦慧                             | 張龍敏        |                                      |
| 8月5日   | 20   | 愛情風險         | 鄭斌輝、白薇秀、張耀棟、龐蕾馨                                           | 鄔毓琳        |                                      |
| 8月15日  | 25   | 浴女圖           | 陳漢瑋、巫恩儀、蔡琦慧、李美玲、雅慧、鄭子娟                             | 楊錫彬 馬家駿 | 於2013年5月海外首播                  |
| 9月2日   | 20   | 驟變             | 陳羅密歐、瑞恩、張振寰、林慧玲 、马艺瑄、袁帅、方偉傑                    | 梁來玲        |                                      |
| 9月30日  | 20   | 小小傳奇         | 陳欣淇、徐彬、吳勁威、王禄江、雅慧                                       | 黃光榮        |                                      |
| 10月24日 | 25   | 家有超男         | 莊仲維、張惠虹、陳嘉建、巫恩儀、朱畯丞、黃宣寧                           | 楊錫彬 郭贄豪 | 首要媒體出品 於2013年5月海外首播     |
| 10月28日 | 20   | 揭祕             | 黃騰浩、劉子絢、陳邦鋆、包勋评、汤灵伊、姚懿珊                           | 劉健財        | 哇哇映畫製作                         |
| 10月28日 | 30   | 歲月留聲         | 吳天瑜、李洺中、梁麗芳、蔡河立                                           | 楊錫彬 郭贄豪 | 首要媒體出品 海外首播 前名《播音人》 |
| 11月25日 | 31   | 信約：唐山到南洋 | 李南星、黃俊雄、陳泂江、白薇秀、歐萱、方展發、童冰玉                     | 謝敏洋        | 海外及原裝版本共32集                 |

## 2014年
| 首播日期 | 集數 | 劇名             | 領銜主演 | 監製          | 備註                               |
| 1月8日   | 20   | 我們一定行       | 陳羅密歐、林慧玲、陳漢瑋、陳莉萍、馬藝瑄、徐彬 | 蘇美蓮        |                                    |
| 1月10日  | 13   | 燒·賣            | 包勳評、方偉傑、馮偉衷、雅慧、周初明 | 劉建財        | 哇哇映畫製作                       |
| 2月3日   | 30   | 查案查出情II     | 戴向宇、王詩敏、金沛晟、劉子絢 | 楊錫彬 馬家駿 |                                    |
| 2月5日   | 25   | 砂煲肉骨茶       | 姚玟隆、曹國輝、郭舒賢、李心鈺、鶴天賜、周穎 | 楊錫彬 謝益文 |                                    |
| 2月26日  | 13   | 沖鋒             | 陳鳳玲、李至正、陳禕倫、徐鳴杰 | 洪益興        | 360影視製作                        |
| 3月12日  | 20   | Missy先生        | 王沺裁、童冰玉、曹國輝、黄馨慧、謝宏輝、胡佳琪 | 鄔毓琳        |                                    |
| 4月9日   | 25   | 警徽天職3        | 李南星、戚玉武、黃俊雄、瑞恩、白薇秀、李美玲、方偉傑、曹國輝 | 張龍敏        |                                    |
| 4月25日  | 30   | 日落洞           | 王沺裁、王宇婕、陳澤耀、黃啓銘、龐蕾馨 | 楊錫彬 馬家駿 |                                    |
| 5月14日  | 30   | 球在你腳下       | 夏雨、鄭斌輝、黃俊雄、張振寰、歐萱、林湘萍 | 王尤紅        |                                    |
| 5月25日  | 4    | 偵兇             | 黃俊雄、劉子絢、胡佳琪、陳國華、田銘耀、謝宏輝 | 劉健財        | 哇哇映畫製作                       |
| 6月25日  | 20   | 最愛是你         | 方展發、陳鳳玲、陳欣淇、王禄江、郭舒賢 | 黃光榮        | 前名《愛情的代價》、《依然愛你》   |
| 7月3日   | 30   | 重案狙擊         | 陳凱旋、吳俐璇、秦雯彬、許亮宇、莊惟翔、李承運、林佩琦 | 楊錫彬 馬家駿 | 首要媒體出品 海外首播              |
| 7月23日  | 20   | 祖先保佑         | 陳泓宇、陳漢瑋、姚文隆、劉子絢、林湘萍、馬藝瑄 | 鄔毓琳        |                                    |
| 8月20日  | 25   | 幸福料理         | 歐萱、李沛旭、馬藝瑄、徐彬、黃啟銘 | 楊錫彬 郭贄豪 | 於2014年2月海外首播                |
| 8月26日  | 25   | 阿爸             | 溫紹平、林奕廷、羅憶詩、巫恩儀、蔡河立、張順源 | 楊錫彬 郭贄豪 | 首要媒體出品 海外首播 前名《家園》 |
| 9月24日  | 23   | 逆潮             | 李銘順、瑞恩、蔡琦慧、張振寰、陳泂江、黃思恬 | 蘇美蓮        |                                    |
| 10月14日 | 25   | 壞青春           | 許亮宇、陳澤耀、張惠虹 | 楊錫彬 郭贄豪 | 首要媒體出品 於2014年2月海外首播   |
| 10月20日 | 255  | 118              | 周初明、陳漢瑋、潘玲玲、徐彬、張振寰、姚懿珊、曾詩梅、沈惠怡、周崇慶、劉玲玲、黎沸揮、李家慶、雅慧、洪凌、陳天文、張鈞淯、王樂妍、蘇智誠、孫欣佩、王冠逸、馬藝瑄、黃思恬 | 袁樹偉 張龍敏 |                                    |
| 10月27日 | 20   | 三個願望         | 王沺裁、黃碧仁、包勳評、陳欣淇、朱厚任、金銀姬、陈俊生 | 劉健財        | 哇哇映畫製作                       |
| 11月24日 | 30   | 信約：動盪的年代 | 陳泓宇、歐萱、陳羅密歐、陳邦鋆、陳鳳玲、黃思恬、王志东、白薇秀 | 張龍敏        |                                    |

## 2015年
| 首播日期 | 集數 | 劇名             | 領銜主演                                                                                         | 監製          | 備註                            |
| 1月5日   | 20   | 你也可以是天使   | 鄭惠玉、林慧玲、王禄江、黃俊雄、向雲、沈惠怡                                                     | 王尤紅        |                                 |
| 1月29日  | 8    | 吉人天相         | 李南星、陳莉萍、有懿、朱厚仁                                                                     | 王尤紅        |                                 |
| 2月2日   | 20   | 百歲大吉         | 洪慧芳、陳莉萍、童冰玉、陳羅密歐、曹國輝、鐘琴                                                   | 蘇美蓮        |                                 |
| 2月23日  | 8    | 不爽投訴站       | 郭舒賢、黃俊雄、葉良財                                                                           | 楊麗娟        | 沃土影視製作                    |
| 2月23日  | 13   | 分手快樂         | 歐萱、王欣、黃俊雄、蘇智誠                                                                       | 劉健財        | 哇哇映畫製作                    |
| 2月24日  | 6    | 限量愛情         | 王禄江、李心鈺、馮偉衷、蔡琦慧、陳羅密歐、沈惠怡、陳鳳玲、楊志龍、楊偉烈、王佳佳、鄭斌輝、林慧玲 | 梁來玲        |                                 |
| 3月5日   | 20   | 初一的心願       | 瑞恩、方展發、雅慧、徐鳴杰                                                                       | 黃光榮        |                                 |
| 3月12日  | 13   | 流氓律師         | 陳泂江、林慧玲                                                                                   | 韓光偉        | 360影視製作                     |
| 4月9日   | 20   | 虎媽來了         | 黃碧仁、姚玟隆、陳欣淇、方偉傑、馮偉衷、羅美儀                                                   | 鄔毓琳        |                                 |
| 5月7日   | 30   | 心迷             | 白薇秀、鄭斌輝、張耀棟、蔡琦慧                                                                   | 楊錫彬 黃來發 | 於2015年4月海外首播             |
| 6月18日  | 20   | 長輩甜心         | 朱厚任、陳澍城、王昱清、劉謙益、向雲、洪慧芳                                                     | 蘇美蓮        | 於2015年6月海外首播             |
| 6月25日  | 25   | 轉捩點           | 李銘仲、張惠虹、林佩琦、莊惟翔、賴力豪、梁麗芳                                                   | 楊錫彬 黃來發 | 首要媒體出品 海外首播           |
| 7月16日  | 30   | 信約：我們的家園 | 陳泓宇、瑞恩、陳鳳玲、林慧玲、陳羅密歐、張振寰                                                   | 黃光榮        | 前名《信約：幸福的家園》        |
| 8月27日  | 20   | 吻我吧，住家男   | 黃俊雄、林慧玲、張振寰、黃思恬                                                                   | 王尤紅        | 前名《索吻記》                  |
| 9月14日  | 25   | 我要放假         | 王淑君、秦雯彬、童欣、劉銓盛、吳維彬、張詠華                                                     | 楊錫彬 郭贄豪 | 首要媒體出品 海外首播           |
| 9月20日  | 15   | 咖喱叻沙故事     | 李南星、陈莉萍、郭亮、林梅娇、王昱清、黄嫊方                                                     | 黄光荣        |                                 |
| 9月25日  | 20   | 手牽手           | 王禄江、劉子絢、馬藝瑄、馮偉衷、孫欣佩、楊志龍                                                   | 梁來玲        |                                 |
| 10月19日 | 120  | 人生無所畏       | 陳澍城、陳泰銘、陳莉萍、陳麗貞、陳鳳玲、馮偉衷、黃思恬、張耀棟、林梅嬌、鄭各評、黃炯耀、羅美儀   | 鄔毓琳        |                                 |
| 10月23日 | 30   | 起飛             | 李銘順、鄭斌輝、林明倫、鄭秀珍、郭舒賢、許美珍                                                   | 劉健財 謝光華 | 哇哇映畫製作 前名《我們的故事》 |
| 12月4日  | 32   | 志在四方II       | 李南星、鄭惠玉、黃碧仁、瑞恩、戚玉武、歐萱                                                       | 袁樹偉 黃芬菲 |                                 |

## 2016年
| 首播日期 | 集數 | 劇名            | 領銜主演 | 監製          | 備註                         |
| 1月19日  | 20   | 錢來運轉        | 王沺裁、鐘琴、童冰玉、姚玟隆、朱厚任、馬藝瑄、包勋评、罗美仪 | 王尤紅        |                              |
| 2月16日  | 8    | 家有一保        | 張為、李茵珠、周初明、郭蕙雯、沈志豪、有懿 | 梁來玲        | 前名《幸福住我家》           |
| 2月18日  | 20   | 復仇女王        | 劉子絢、胡佳琪、曾詩梅、賴怡伶、洪乙心 | 劉健財        | 哇哇映畫製作                 |
| 3月17日  | 30   | 愛要怎麼說      | 曹國輝、方展發、童冰玉、蔡琦慧、張耀棟、包勳評、胡佳琪、童欣 | 楊錫彬 黃來發 | 前名《圓夢緣》               |
| 4月4日   | 170  | 富貴平安        | 向雲、陳泂江、陳欣淇、張為、李心鈺、童冰玉、姚懿珊、李美玲、黃怡靈、曹國輝、楊志龍、徐鳴杰、陳羅密歐、包勳評、陳建彬、林梅嬌、凌霄、胡佳琪、朱厚任、曾詩梅、孫欣佩 | 黃光榮        |                              |
| 4月12日  | 8    | 快樂第一班      | 陳欣淇、陳莉萍、有懿、向雲、周初明、馮偉衷 | 王尤紅        |                              |
| 4月28日  | 23   | 真探            | 陳漢瑋、林慧玲、陳泂江、福地祐介 | 黃光榮        | 前名《真相》                 |
| 5月11日  | 30   | 重案狙擊II      | 黃啟銘、吳俐璇、王淑君、曾玟偉、張詠華、陳俐杏 | 楊錫彬 黃來發 | 首要媒體出品 海外首播        |
| 5月31日  | 20   | 十年…你還好嗎？ | 瑞恩、蔡琦慧、陳邦鋆、黃俊雄 | 張龍敏        | 前名《重來》、《回到那些年》 |
| 6月28日  | 30   | 絕世好工        | 吳岱融、陳泓宇、張振寰、歐萱、林慧玲、方偉傑 | 梁來玲        |                              |
| 7月7日   | 4    | 心魔            | 李至正、郭舒賢、陳邦鋆 | 楊麗娟        | 沃土影視製作                 |
| 8月8日   | 10   | 我的軍官女友    | 溫淑安、翁于騰、福地祐介、李騰 | 林雪燕        | 松山影業製作                 |
| 8月9日   | 20   | 來自水星的男人  | 陳漢瑋、方展發、馮偉衷、許美珍、蔡琦慧、黃思恬 | 蘇美蓮        |                              |
| 9月5日   | 12   | 小咖大作戰      | 周初明、包勳評、鐘琴、洪凌、周崇慶、雅慧 | 王尤紅        | 前名《咖哩菲》               |
| 9月6日   | 20   | 警徽天職4       | 李南星、瑞恩、黃俊雄、馬藝瑄、張耀棟、雅慧 | 張龍敏        |                              |
| 9月20日  | 22   | 圓滿愛上你      | 莊惟翔、葉朝明、羅憶詩 | 楊錫彬 郭贄豪 | 首要媒體出品 海外首播        |
| 10月4日  | 20   | 美味下半場      | 黃碧仁、王沺裁、谢韵丽 | 劉健財 謝光華 | 哇哇映畫製作                 |
| 10月20日 | 8    | 勾魂使者        | 方偉傑、陳羅密歐、林湘萍、林慧玲 | 梁來玲        |                              |
| 11月1日  | 20   | 你也可以是天使2 | 鄭惠玉、林慧玲、向雲、王祿江、王沺裁 | 王尤紅        |                              |
| 11月29日 | 218  | 118 II          | 周初明、潘玲玲、周崇慶、徐彬、雅慧、洪凌、陳天文、劉玲玲、張鈞淯、黃思恬、黎沸揮、蘇智誠、馬藝瑄、黃俊雄、歐萱、王禄江、田銘耀、朱厚任、黃炯耀、夏雨               | 蘇美蓮 黃光榮 |                              |
| 11月29日 | 30   | 大英雄          | 陳泓宇、陳漢瑋、劉子絢、陳邦鋆、蔡琦慧、沈琳宸、方伟杰、羅美儀、何盈瑩、陳麗貞                                                                                     | 鄔毓琳        |                              |
| 12月2日  | 11   | 歡喜就好        | 梁智强、李国煌、王雷、陈俊铭、蔡礼莲、赖宇涵 | 麦如丽等      |                              |

## 2017年
| 首播日期 | 集數 | 劇名         | 領銜主演                                               | 監製          | 備註                                   |
| 1月9日   | 30   | 脈動人心     | 莊惟翔、林宇中、張惠虹、羅憶詩、黃宣寧、陳俐杏         | 楊錫彬 周發耀 | 首要媒體出品 於2016年2月海外首播       |
| 1月10日  | 20   | 回家         | 張振寰、洪凌、方展發、陳澍城、洪慧芳                   | 張龍敏        |                                        |
| 2月7日   | 20   | 夢想程式     | 白薇秀、陳泂江、陳羅密歐、唐崧瑞、馮偉衷、黃思恬       | 梁來玲        |                                        |
| 2月22日  | 30   | 法內情       | 林宇中、吳俐璇、李銘仲、蔡佩璇、曾玟偉、林佩琦         | 楊錫彬 郭贄豪 | 首要媒體出品 於2015年2月海外首播       |
| 3月7日   | 30   | 法網天后     | 陳鳳玲、張振寰、郭妃麗、洪慧芳、陳泰銘、黃啟銘         | 楊錫彬 黃來發 |                                        |
| 4月17日  | 8    | 我的甜蜜革命 | 陳潔儀、李至正                                         | 袁玉慧 陳英豪 |                                        |
| 4月18日  | 24   | 最強岳母     | 陳莉萍、蔡琦慧、王沺裁、童冰玉、羅美儀                 | 鄔毓琳        |                                        |
| 5月15日  | 5    | 2589的距離   | 陳鳳玲、葉勁維                                         | 梁來玲        |                                        |
| 5月22日  | 30   | 第一主角     | 林慧玲、陳泓宇、陳邦鋆、陳欣淇、陳漢瑋、向雲           | 王尤紅        |                                        |
| 7月3日   | 20   | 相信我       | 張振寰、瑞恩、徐鳴杰、胡佳琪                           | 黃光榮        |                                        |
| 7月20日  | 30   | 媽姐         | 呂愛瓊、梁祖儀、蕭麗玲、陳俐杏、許亮宇、李偉燊、莊惟翔 | 楊錫彬        | 首要媒體出品 海外首播 前名《姐妹情深》 |
| 7月31日  | 20   | 衞國先鋒     | 陳泂江、陳羅密歐、方展發、蔡琦慧、陳鳳玲               | 張龍敏        |                                        |
| 8月28日  | 25   | 愛不遲疑     | 李南星、羅美儀、郭妃麗、曹國輝、田銘耀                 | 盧燕金        |                                        |
| 9月19日  | 10   | 親愛的九月   | 張穎雙、何維健、符芳榕、張鈞淯、高美貴                 | 蔡偉彬        |                                        |
| 10月2日  | 130  | 小人物向前衝 | 陳莉萍、向雲、陳鳳玲、陳羅密歐、徐鳴杰、胡佳琪、方偉傑 | 鄔毓琳        |                                        |
| 11月6日  | 20   | Z世代        | 鄭惠玉、林慧玲、張振寰、宗子傑                         | 王尤紅        | 前名《Z時代》                          |
| 11月17日 | 30   | 我的星光大道 | 吳俐璇、陳俐杏、秦雯彬、吳維彬、杜尉綸、李承運、楊威文 | 楊錫彬 郭贄豪 | 首要媒體出品 於2016年11月海外首播      |
| 12月4日  | 25   | 知星人       | 陳泓宇、黃思恬、馮偉衷、蔡琦慧                         | 梁來玲        |                                        |

## 2018年
| 首播日期 | 集數 | 劇名                 | 領銜主演                                                                                   | 監製          | 備註                                     |
| 1月8日   | 23   | 118大團圓            | 周初明、潘玲玲、陳漢瑋、周崇庆、沈琳宸                                                     | 黃光榮        |                                          |
| 1月18日  | 14   | 戰備好兄弟           | 張穎雙、包勳評、張鈞淯、雅慧                                                               | 張龍敏        |                                          |
| 2月8日   | 8    | 流氓經紀             | 田銘耀、黃思恬                                                                             | 林雪燕 賴捷生 | 松山影業製作                             |
| 2月8日   | 20   | 心·情                | 戚玉武、劉子絢                                                                             | 蘇美蓮        |                                          |
| 2月19日  | 25   | 愛屋吉屋             | 郭曉東、陳慧恬、謝承偉、蕭麗玲                                                             | 楊錫彬 黃來發 | 首要媒體出品 海外首播                    |
| 3月1日   | 6    | 寂寞魚·聽見          | 何盈瑩、黃超群、方展發、許美珍、徐琦                                                       | 羅溫溫        | 前名《眼淚聽見魚》                       |
| 3月12日  | 20   | 入侵者               | 李銘順、范文芳、江俊翰、徐彬、沈家玉、廖奕琁                                               | 劉健財 謝光華 | 哇哇映畫製作                             |
| 4月2日   | 150  | 不平凡的平凡         | 王祿江、鐘琴、潘玲玲、朱厚任、洪慧芳、姚彣隆、陳泰銘、張振寰、沈琳宸、向雲、何盈瑩、陳一熙 | 梁來玲        | 前名《天天有希望》                       |
| 4月9日   | 20   | 給我一百萬           | 陳漢瑋、鄭惠玉、吳勁威、何盈瑩                                                             | 王尤紅        |                                          |
| 4月19日  | 16   | 維多利亞的模力       | 黃思恬、陳泂江、沈琳宸                                                                     | 張龍敏        |                                          |
| 5月7日   | 22   | 新生                 | 鄭斌輝、劉子絢、雅慧                                                                       | 黃光榮        | 前名《袋鼠媽媽》                         |
| 5月26日  | 15   | 一切都在梦中         | 陈罗密欧、黄思恬、陈政序、芳榕、翟思铭                                                     | 梁来玲        | 前名《梦里的恋爱》                       |
| 6月6日   | 23   | 五零高手             | 周初明、鄭各評、陳建彬、陳秀環、陳麗貞、林梅嬌                                             | 蘇美蓮        |                                          |
| 6月10日  | 20   | 半暗半亮杀手         | 陈罗密欧、黄暄婷、蔡琦慧、陈泂江                                                           |               |                                          |
| 6月14日  | 10   | 加文納橋的約定       | 陳泂江、黃思恬、田銘耀、蔡琦慧、方展發、陳鳳玲                                             | 黃光榮        |                                          |
| 7月9日   | 20   | 天之驕子             | 黃俊雄、張耀棟、李沛旭、童冰玉、姚懿珊、謝韻儀                                             | 楊錫彬 黃來發 |                                          |
| 7月19日  | 4    | 分裂                 | 吳振天、沈家玉、許瑞奇、張鈞淯、向雲                                                       | 李天仁        | Weiyu Films製作                          |
| 7月26日  | 30   | 娘惹相思格           | 吳俐璇、江家榮、李銘仲、林宇中、林綠、吴静婷                                               | 楊錫彬 黃來發 | 首要媒體出品 海外首播 前名《娘惹相思閣》 |
| 8月2日   | 8    | 夢行者               | 徐彬、何盈瑩                                                                               | 梁來玲        |                                          |
| 8月6日   | 20   | 西瓜甜不甜           | 劉謙益、白薇秀、陳莉萍、陳羅密歐、洪慧芳                                                   | 王尤紅        |                                          |
| 9月3日   | 20   | 229明天見            | 王沺裁、葉全真、馮偉衷、洪凌                                                               | 張龍敏        | 前名《2月29日·明天見》                   |
| 9月6日   | 14   | 閉上眼就看不見       | 許瑄珉、吳振天、吳勁威、易佳橞、翟思銘、黃嫊芳                                             | 鄭各評        |                                          |
| 10月1日  | 20   | 祖先保佑2            | 陳漢瑋、陳泓宇、林慧玲、蔡琦慧、張耀棟、姚彣隆                                             | 張龍敏        |                                          |
| 10月4日  | 13   | 下個路口遇見你       | 許瑞奇、黃喧婷                                                                             | 羅溫溫        |                                          |
| 10月11日 | 10   | 千年來說對不起之前傳 | 王傳一、黃俊雄、陳欣淇、方偉傑、郭舒賢                                                     | 劉建財 謝光華 | 哇哇映畫製作                             |
| 10月29日 | 20   | 你也可以是天使3      | 鄭惠玉、蔡琦慧、黃思恬、陳泂江、方展發                                                     | 王尤紅        |                                          |
| 10月30日 | 150  | 帶你去走走           | 周初明、鄭家榆、林梅嬌、姚懿珊、曹國輝、田銘燿、洪凌、包勛評、朱哲偉                       | 蘇美蓮        |                                          |
| 11月22日 | 13   | 料理人生             | 李南星、黃騰浩、許美珍、徐鳴杰、雅慧、郑六月                                               | 韓光偉        | 360影視製作                              |
| 11月26日 | 20   | 千年來說對不起       | 陳欣淇、王傳一、歐萱                                                                       | 劉建財 謝光華 | 哇哇映畫製作                             |
| 12月24日 | 25   | 心點心               | 黃俊雄、白薇秀、張耀棟、陳楚寰                                                             | 王尤紅        |                                          |

## 2019年
| 首播日期 | 集數 | 劇名                   | 領銜主演 | 監製           | 備註                                          |
| 1月10日  | 10   | 我是限量版             | 方展發、周崇慶、羅美儀、姚懿珊、沈家玉、陳楚寰 | 羅溫溫         |                                               |
| 1月28日  | 25   | 謝謝你出現在我的行程里 | 范文芳、姚偉濤、羅美儀、何盈瑩、李博翔、洪士雅 | 劉建財 謝光華  | 哇哇映畫製作                                  |
| 2月17日  | 20   | 愛啓航                 | 方展發、蔡琦慧 | 梁來玲         |                                               |
| 2月21日  | 5    | 遊樂場                 | 蔡琦慧、王祿江、許瑞奇 | 韓光偉         | 360影視製作                                   |
| 3月6日   | 20   | 陰錯陽差               | 陳泓宇、瑞恩、陳漢瑋、郭舒賢 | 羅溫溫         |                                               |
| 3月11日  | 8    | 陰錯陽差之時辰到       | 劉子絢、陳泂江、陈泰铭、许美珍、沈志豪、林湘萍、黄炯耀、陈天文、苏志诚、朱秀凤 | 羅溫溫         |                                               |
| 4月18日  | 18   | 神奇之吻               | 周崇慶、王宇婕、宗子傑、陳芷尤 | 劉建財 黃芬菲  | 哇哇映畫製作                                  |
| 4月25日  | 20   | 下一站，遇見           | 黃思恬、黃俊雄、徐彬、方偉傑、陳楚寰 | 王尤紅         |                                               |
| 5月23日  | 22   | 我的左鄰右里           | 方展發、陳鳳玲、姚彣隆、鐘琴 | 李世雄         |                                               |
| 5月28日  | 130  | 老友萬歲               | 瑞恩、陳鳳玲、陳莉萍、陳漢瑋、徐彬、黃振隆、羅美儀、黃喧婷、吳勁威、劉謙益、陳建彬、黃俊雄、李司棋 | 王尤紅         |                                               |
| 6月13日  | 10   | 流氓經紀2              | 田銘耀、姚懿珊 | 林雪燕 賴捷生  |                                               |
| 6月14日  | 13   | 北京到莫斯科           | 陳鳳玲、馮偉衷、吳俐璇 | 周偉堂         | August Pictures製作                           |
| 6月24日  | 20   | 一切從昏睡開始         | 陳泓宇、林湘萍、王禄江、雅慧、劉謙益、洪慧芳 | 鄔毓琳         |                                               |
| 7月19日  | 13   | 看見看不見的你         | 蔡琦慧、陳楚寰、陳澤耀、周崇慶 | 鄭各評         |                                               |
| 7月22日  | 25   | 我的萬里挑一           | 王冠逸、黃思恬、徐鸣杰、沈家玉 | 蘇美蓮         |                                               |
| 8月19日  | 25   | 逆行者                 | 李洺中、梁祖仪、李伟燊、陈俐杏、朱浩仁、谢承伟、萧丽玲、陈立扬、郭秀文、盛天俊 | 杨锡彬、黄来发 | 首要媒體出品 海外首播                         |
| 8月26日  | 20   | 你那邊怎樣，我這邊OK   | 新加坡線：藍正龍、曾之喬、范文芳、劉冠廷、陳泂江、方偉傑、沈琳宸（特別演出：陳漢瑋、鄭惠玉、蔡琦慧） 台灣線：黃俊雄、曾沛慈、陳羅密歐、藍心湄、吳岳擎、庹宗華、張耀仁、張銘杰（特別演出：張耀棟、陳楚寰、金銀姬） | 王小棣 梁來玲  | 愛奇藝聯合出品 台視、拙八郎創意聯合出品及製作 |
| 9月6日   | 12   | 大話精                 | 陳欣淇、陳芷尤、馬昂、方偉傑 | 劉建財         | 哇哇映畫製作                                  |
| 9月23日  | 20   | 警徽天職之海岸衛隊     | 方展發、林慧玲、楊一展、包勳評、謝俊峰、羅美儀 | 羅溫溫         |                                               |
| 9月27日  | 11   | 伺機                   | 莊凱勛、劉子絢 | 周偉堂         | August Pictures製作                           |
| 10月21日 | 20   | 天空漸漸亮             | 戚玉武、雅慧、王禄江、張耀棟、沈琳宸 | 盧燕金         |                                               |
| 11月18日 | 20   | 致勝出擊               | 陳邦鋆、林慧玲、蔡琦慧、吳勁威、宗子傑、鄭穎 | 鄭各評         |                                               |
| 11月30日 | 1    | 老友万岁之守护幸福     | 瑞恩、徐彬、陈莉萍、朱厚任、刘谦益、陈澍承、陈建彬、吴劲威、黄喧婷、姚彣隆 |                | 电视电影                                      |
| 12月6日  | 13   | 都市狂想               | 陳羅密歐、蔡琦慧、黃思恬、徐鳴杰 | 鄔毓琳         |                                               |
| 12月16日 | 22   | 攻星計                 | 陳泓宇、歐萱、吳俐璇、林梅娇、许美珍 | 劉建財 謝光華  | 哇哇映畫製作                                  |
| 12月22日 | 15   | 906的约定              | 陈汉玮、方伟杰、黄暄婷、林茜茜、宗子杰、陈欣淇 | 苏美莲         |                                               |